# Tisia (Siracusa)

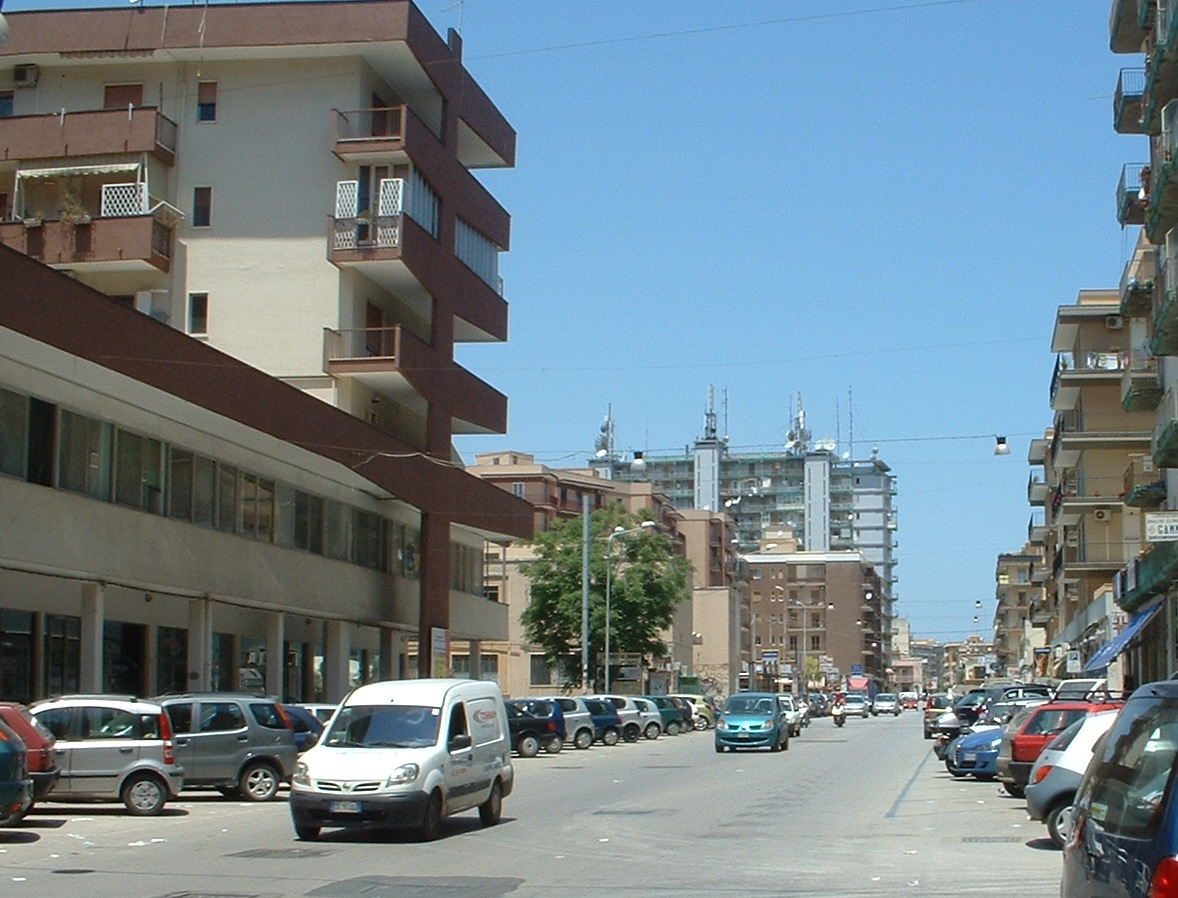
Via Tisia

Il quartiere Tisia è una zona di moderna edificazione situata nell'Akradina e nella periferia centro-nord di Siracusa, sorta anch'essa con l'espansione della città negli anni sessanta e settanta. È considerata come la "Siracusa bene" e come il nuovo cuore del commercio siracusano (che un tempo pulsava nel centrale corso Gelone) perché vi operano talmente tante attività commerciali che si è arrivati al punto di istituire un apposito consorzio chiamato Cenaco (Centro Naturale Commerciale), il quale ha il compito di tutelare e dare un punto di riferimento ai commercianti della zona, comprendente anche il confinante quartiere Zecchino (di estrazione più popolare). 
Negli anni il quartiere si è impostato anche come punto di riferimento per lo sport grazie alla presenza di diversi impianti sportivi, principalmente la Cittadella dello sport fatta edificare da Concetto Lo Bello tra gli anni cinquanta e sessanta, e la palestra Akradina (successivamente intitolata all'ex assessore comunale allo sport Pino Corso), le cui basi furono poste sempre da Lo Bello ma ufficialmente aperta nel 2003 sebbene fosse ultimata già da prima. Gli immancabili intoppi tecnici e burocratici ne hanno ritardato l'apertura.

## Progetti
Il primo progetto di miglioramento del quartiere risale al 2008 quando, nell'estate dello stesso anno, fu inaugurato il nuovo cinema-multisala "Planet" sull'ex cineteatro "Vasquez", insieme ad una fontana dotata di scalini e giochi d'acqua che si imposta anche come rotatoria al servizio del traffico veicolare. Un altro progetto più recente, finanziato dal bando periferie, presentato e avviato con i lavori esecutivi nel novembre 2021, sta riguardando la realizzazione di un nuovo parcheggio accanto alla palestra Akradina Pino Corso, e l’ampliamento dei marciapiedi al fine di aumentare la pedonabilità della zona. Da parte di movimenti cittadini, di associazioni ambientaliste e di vari cittadini, si è più volte invocata la piantumazione di alberi (tra i quali platani) lungo i marciapiedi di via Tisia al fine di migliorarne la qualità dell'aria e della vita, oltre a dargli un aspetto ecosostenibile e verde. La prima piantumazione degli alberi è avvenuta nel dicembre 2023. Il 14 agosto 2024 è stato aperto il nuovo parcheggio di via Damone.